# Dekanat Legnica Katedra
Dekanat Legnica Katedra - istniejący w okresie 1992-2016 dekanat w rzymskokatolickiej diecezji legnickiej. Biskup Zbigniew Kiernikowski dekretem z 25 marca 2016 zarządził reorganizację dekanatów legnickich likwidując dekanat Legnica Katedra. Dotychczasowe parafie dekanatu przeszły do pozostałych dekanatów legnickich.
W skład dekanatu wchodziło 6 parafii:
- parafia Katedralna Świętych Apostołów Piotra i Pawła → Legnica
- parafia św. Jacka → Legnica
- parafia św. Jana Chrzciciela → Legnica
- parafia św. Józefa - Opiekuna Zbawiciela → Legnica
- parafia Świętej Rodziny → Legnica
- parafia Świętego Krzyża → Rzeszotary